# Nikkel(II)chromaat
Nikkel(II)chromaat is het nikkelzout van chroomzuur, met als brutoformule NiCrO4. De stof komt voor als een roestbruin kristallijn poeder, dat onoplosbaar is in water. Het is goed oplosbaar in zoutzuur, waarbij een gele oplossing wordt gevormd. Dit wijst op de vorming van chroomzuur.
Nikkel(II)chromaat is zeer toxisch doordat dat zowel nikkel als chroom bevat.

## Synthese
Nikkel(II)chromaat kan in het laboratorium bereid worden door reactie van nikkel(II)chloride en chroom(III)chloride in een geconcentreerde oplossing van natriumhydroxide en natriumhypochloriet:
{\displaystyle \mathrm {2\ NiCl_{2}+\ 2\ CrCl_{3}\ +\ 10\ NaOH\ +\ 3\ NaClO\ \longrightarrow \ 2\ NiCrO_{4}\ +\ 10\ NaCl\ +\ 5\ H_{2}O} }